# Anni 1830
Gli anni 1830 sono il decennio che comprende gli anni dal 1830 al 1839 inclusi.

## Eventi, invenzioni e scoperte
- 1830: nascita dello Stato del Belgio
- Giuseppe Mazzini, in esilio a Marsiglia, fonda il movimento della Giovine Italia.
- Nasce in Québec l'associazione patriottica Société des Fils de la Liberté
- Moti del 1830-1831
- A Roma viene fondato il primo istituto di credito pontificio, la Cassa di Risparmio di Roma.
- Nel Regno di Sardegna viene abolito il feudalesimo.

## Personaggi
- 1837: a Napoli muore in stato di miseria, il poeta Giacomo Leopardi.
- Muore a Catania il compositore Vincenzo Bellini, all'età di 34 anni.
- Papa Gregorio XVI
- Giuseppe Mazzini